# Cal Balard
Cal Balard és una obra de Sant Martí Sesgueioles (Anoia) inclosa a l'Inventari del Patrimoni Arquitectònic de Catalunya.

## Descripció
Masia típicament segarrenca composta per diverses edificacions d'èpoques diferents i distintes utilitats. Malauradament no pot veure's gran cosa de la primitiva estructura de la casa.
La façana original queda amagada per un pati on s'aprecià el material constructiu original de pedra. Sobre el portal d'entrada llinda de pedra amb la data inscrita de 1800. Al costat hi ha un celler amb uns arcs de pedra de mig punt, transformat fa poc temps aixecant-hi un cos al seu damunt.